# 13de uitreiking van de Premios Goya
De 13de uitreiking van de Premios Goya vond plaats in Madrid op 23 januari 1999. De ceremonie werd uitgezonden op TVE en werd gepresenteerd door Rosa Maria Sardà.

## Winnaars en genomineerden
| Beste film | Beste regisseur |
| --- | --- |
| - La niña de tus ojos - Barrio - El abuelo - Abre los ojos | - Fernando León de Aranoa — Barrio - Alejandro Amenábar – Abre los ojos - José Luis Garci — El abuelo - Fernando Trueba — La niña de tus ojos                                                                                         |
| Beste acteur | Beste actrice |
| - Fernando Fernán Gómez — El abuelo - Gabino Diego — La hora de los valientes - Eduardo Noriega — Abre los ojos - Antonio Resines — La niña de tus ojos | - Penélope Cruz — La niña de tus ojos - Cayetana Guillén Cuervo — El abuelo - Najwa Nimri — Los amantes del Círculo Polar - Leonor Watling — La hora de los valientes                                                                 |
| Beste mannelijke bijrol | Beste vrouwelijke bijrol |
| - Tony Leblanc — Torrente, el brazo tonto de la ley - Francisco Algora — Barrio - Agustín González — El abuelo - Jorge Sanz — La niña de tus ojos | - Adriana Ozores — La hora de los valientes - Loles León — La niña de tus ojos - Alicia Sánchez — Barrio - Rosa Maria Sardà — La niña de tus ojos                                                                                     |
| Beste debuterend acteur | Beste debuterend actrice |
| - Miroslav Táborský — La niña de tus ojos - Ernesto Alterio — Los años bárbaros - Javier Cámara — Torrente, el brazo tonto de la ley - Tristán Ulloa — Mensaka | - Marieta Orozco — Barrio - María Esteve — Nada en la nevera - Violeta Rodríguez — Cosas que dejé en La Habana - Goya Toledo — Mararía                                                                                                |
| Beste origineel scenario | Beste bewerkt scenario |
| - Barrio — Fernando León de Aranoa - Abre los ojos — Alejandro Amenábar, Mateo Gil - Los amantes del Círculo Polar — Julio Medem - La niña de tus ojos — Miguel Ángel Egea, Carlos López                                                                                          | - Mensaka — Salvador García Ruiz - Los años bárbaros — Fernando Colomo, José Ángel Esteban, Carlos López, Nicolás Sánchez Albornoz - El abuelo — José Luis Garci, Horacio Valcárcel - Mararía — Carlos Álvarez, Antonio José Betancor |
| Beste Spaanstalige buitenlandse film | Beste Europese film |
| - El faro — Argentinië - Amaneció de Golpe — Venezuela - De noche vienes, Esmeralda — Mexico - Kleines Tropicana - Tropicanita — Cuba | - The Boxer — Jim Sheridan - April — Nanni Moretti - Marius et Jeannette — Robert Guédiguian - The Thief — Pavel Chukhray |
| Beste debuterend regisseur | Beste animatiefilm |
| - Santiago Segura — Torrente, el brazo tonto de la ley - Salvador García Ruiz — Mensaka - Javier Fesser — El milagro de P. Tinto - Miguel Albaladejo — La primera noche de mi vida                                                                                                | - ¡Qué Vecinos Tan Animales! - Ahmed, El Príncipe de La Alhambra |
| Beste camerawerk | Beste montage |
| - Mararía — Juan Ruiz Anchía - La niña de tus ojos — Javier Aguirresarobe - El abuelo — Raúl Pérez Cubero - Tango — Vittorio Storaro | - Los amantes del Círculo Polar — Iván Aledo - La niña de tus ojos — Carmen Frías - El abuelo — Miguel González Sinde - Abre los ojos — María Elena Sáinz de Rozas                                                                    |
| Beste artdirector | Beste productiemanager |
| - La niña de tus ojos — Gerardo Vera - El abuelo — Gil Parrondo - Mararía — Félix Murcia - Abre los ojos — Wolfgang Burmann | - La niña de tus ojos — Angélica Huete - El abuelo — Luis María Delgado, Valentín Panero - Abre los ojos — Emiliano Otegui - La hora de los valientes — Mikel Nieto                                                                   |
| Beste geluid | Beste speciale effecten |
| - Tango — Jorge Stavropulos, Carlos Faruolo, Alfonso Pino - El abuelo — José Antonio Bermúdez, Diego Garrido, Antonio García - La niña de tus ojos — Pierre Gamet, Dominique Hennequin, Santiago Thévenet - Abre los ojos — Daniel Goldstein, Ricardo Steinberg, Patrick Ghislain | - El milagro de P. Tinto — Raúl Romanillos, Félix Bergés - La niña de tus ojos — Emilio Ruiz, Alfonso Nieto - Abre los ojos — Reyes Abades, Alberto Esteban, Aurelio Sánchez - La hora de los valientes — Juan Ramón Molina           |
| Beste kostuums | Beste grime en haarstijl |
| - La niña de tus ojos — Sonia Grande, Lala Huete - El abuelo — Gumersindo Andrés - La hora de los valientes — Javier Artiñano - A los que aman — Mercè Paloma | - La niña de tus ojos — Antonio Panizza, Gregorio Ros - Los años bárbaros — Mercedes Guillot, José Quetglás - El abuelo — Cristóbal Criado, Alicia López - Abre los ojos — Paca Almenara, Colin Arthur, Silvie Imbert                 |
| Beste filmmuziek | Beste origineel nummer |
| - Los amantes del Círculo Polar — Alberto Iglesias - La niña de tus ojos — Antoine Duhamel - Los años bárbaros — Juan Bardem - Mararía — Pedro Guerra | Prijs werd pas vanaf de 15de uitreiking uitgereikt. |
| Beste korte film | Beste korte animatiefilm |
| - Un día perfecto — Jacobo Rispa - Génesis — Nacho Cerdà - Patesnak, Un Cuento de Navidad — Iñaki Elizalde - Rufino — Octavi Masia - Viaje a la Luna — Frederic Amat | Prijs werd niet uitgereikt. |
| Beste documentatie | Beste korte documentaire |
| Prijs werd pas vanaf de 16de uitreiking uitgereikt. | - Confluencias — Pilar García Elegido |
| Ere-Goya | |
| Rafael Alonso | |

## Prijzen per film
| Film                               | Nominaties | Prijzen |
| ---------------------------------- | ---------- | ------- |
| La niña de tus ojos                | 18         | 7       |
| El abuelo                          | 13         | 1       |
| Abre los ojos                      | 10         | 0       |
| Barrio                             | 6          | 3       |
| La hora de los valientes           | 6          | 1       |
| Mararía                            | 5          | 1       |
| Los amantes del Círculo Polar      | 4          | 2       |
| Los años bárbaros                  | 4          | 0       |
| Torrente, el brazo tonto de la ley | 3          | 2       |
| Mensaka                            | 3          | 1       |
| El milagro de P. Tinto             | 2          | 1       |
| Tango                              | 2          | 1       |